# Megaselia hypochaeta
Megaselia hypochaeta är en tvåvingeart som beskrevs av Borgmeier 1969. Megaselia hypochaeta ingår i släktet Megaselia och familjen puckelflugor. Inga underarter finns listade i Catalogue of Life.